# 巴西薄荷
巴西薄荷是唇形科的一個灌木物種，原生於玻利維亞與巴西。巴西薄荷在巴西被使用來減輕疼痛。